# Lago Gugger
El lago Gugger (en alemán: Guggersee) es un pequeño lago situado en la región administrativa de Suabia, en el estado de Baviera (Alemania), a una elevación de 1709 metros; tiene un área de 0.08 hectáreas. 